# Lullabies Help the Brain Grow
Lullabies Help The Brain Grow è il secondo album in studio del gruppo hardcore punk statunitense Big Boys, pubblicato nel 1983 dal Moment Productions. È stato ripubblicato nel 2004 da X-Mist Records ed è stato prodotto da Spot della SST Records.

## Tracce
1. We Got Your Money – 2:52
2. Lesson – 0:39
3. Funk Off – 1:48
4. I'm Sorry – 1:06
5. We're Not in It to Lose – 2:15
6. Sound on Sound – 3:29
7. Fight Back – 2:25
8. Brickwall – 0:39
9. Jump the Fence – 1:50
10. Assault – 0:57
11. Manipulation – 2:53
12. Same Old Blues – 2:28
13. Gator Fuckin – 1:21
14. White Nigger – 3:19
15. Baby Let's Play God – 2:33

## Formazione
- Randy Turner - voce
- Tim Kerr - chitarra
- Chris Gates - basso
- Rey Washam - batteria (tracce 3,4,8,9,10,11,15)
- Fred Shultz - batteria (tracce 1,2,5,6,7,10,13,14)